# Панчевский, Милан
Милан Панчевский (макед. Милан Панчевски; 16 мая 1935, Дебар, Югославия — 9 января 2019, Скопье, Македония) — политический деятель СФРЮ и Македонии, последний председатель Президиума ЦК Союза коммунистов Югославии.

## Биография
Окончил высшую партийную школу в Белграде. Член Союза коммунистов Югославии с 1957 года.
На Четвёртом конгрессе СК Македонии избран членом Ревизионной комиссии СК Македонии. Был депутатом Скупщины Югославии.
Занимал должность председателя Президиума Центрального комитета Союза коммунистов Македонии с 5 мая 1984 по июнь 1986 года. По должности входил в состав Президиума ЦК СКЮ. В порядке ротации членов Президиума ЦК СКЮ был его председателем с 17 мая 1989 по 17 мая 1990. После него эту должность никто не занимал.
После получения Македонией независимости от Югославии Панчевский стал членом Социал-демократического союза Македонии.
Скончался М. Панчевский 9 января 2019 года .